# Triciclo Circus Band
Triciclo Circus Band es un ensamble musical conformado por nueve músicos, se originó en el año 2009 en la Ciudad de México. Su estilo está conformado por una fusión de ritmos como el balkan, música oaxaqueña, vals, tango, paso doble, klezmer, polka. Como parte de la personalidad de Triciclo Circus Band es su toque circense, lo cual les ha dado la oportunidad de romper la barrera entre el público y el artista. 

## Historia
Triciclo Circus Band se origina en el año 2009 en la Ciudad de México en medio de la crisis de la pandemia de gripe A (H1N1), cuando César García le pide a Alejandro Preisser componer una canción para él y su amigo Eric Martínez que tocaban la trompeta y la flauta transversa respectivamente. Tras unos días de ensayo, Alejandro invita a su primo Luis Preisser a unirse al proyecto tocando un segundo saxofón. Pedro Rodríguez “Krustovsky” se une a la banda tras haber asistido como invitado de Eric a uno de los ensayos del entonces reciente proyecto. Al cabo de un tiempo se hizo necesario un instrumento que llevase la parte del bajeo en las canciones, es cuando deciden invitar a Oscar Pineda a tocar el trombón para que llevara la base de lo que en un futuro sería tocado por Gladys Jiménez en la tuba. Agustín Medrano se une a los ensayos por invitación de Alejandro Preisser con quien había participado en otros proyectos musicales. También Francisco Rebollo se une a los ensayos por invitación de Eric teniendo así a la banda completa que aún no tenía nombre.
La primera presentación de Triciclo Circus Band fue en la calle de Motolinia en el centro histórico de la Ciudad de México a los pocos meses del primer ensayo, siendo también esa la primera vez que usaron una nariz roja como caracterización. 
Su primer material discográfico fue el EP de nombre Triciclo Circus Band, estrenado en el año 2010, contenía seis canciones y que usaron como carta de presentación por dos años.
Para el 2012 estrenan el álbum "No Corro, No grito, No empujo" presentado en El Plaza Condesa logrando un lleno, ese mismo año tocan en la decimotercera edición del Vive Latino y otros festivales de importancia nacional e internacional como en el MIRADA Festival Iberoamericano de Santos en Brasil.
En junio de 2013 presentan su primer video oficial del sencillo "Excusez-Moi" en el Teatro de la Ciudad “Esperanza Iris” logrando un lleno total. En este mismo año se presentaron en el festival Balagan Balkan compartiendo el escenario con otras bandas, tanto nacionales como internacionales.
En el 2014 clausuraron junto con Nortec Collective el Festival de la Ciudad de México en el zócalo capitalino frente a 35 000 personas. En julio de ese mismo año presentan su segundo álbum "Cada Vez" llenando por segunda vez El Plaza Condesa. 
En el año 2016 se presentaron en la tercera edición del festival Coordenada Guadalajara, en el parque Trasloma, celebrado el 22 de octubre de dicho año.
Triciclo Circus Band se ha presentado en el Teatro Metropolitan junto con Panteón Rococó. En el Lunario del Auditorio Nacional en un especial para canal ONCE.
Estuvo nominado junto con Café Tacvba, Molotov, Zoe, entre otros, a una de las Lunas del Auditorio, en la categoría de mejor espectáculo del Vive Latino de 2012.

## Integrantes

### Formación actual
- Alejandro Preisser - compositor, banjo, guitarrista
- Pedro Rodríguez - saxofón tenor
- César García - saxofón alto
- Eric Martínez - flauta transversa y trompeta
- Óscar Abraham Pineda - trombón
- Gladys Guadalupe Jiménez - tuba
- Francisco Rebollo - violín
- Agustín Medrano - batería

## Discografía
1. TRICICLO CIRCUS BAND

2010
1. 1. Excusez-moi
  2. Gypsy Party
  3. No Corro No Grito No Empujo
  4. Oaxaca
  5. Lloren Mi Tango
  6. Sepia

1. NO CORRO, NO GRITO, NO EMPUJO 2012

1. 1. Benvenuti
  2. Excusez-moi
  3. Influenza
  4. No Corro, No Grito, No Empujo
  5. El Amor
  6. Gypsy Party
  7. Mr. Illich
  8. Amanece
  9. Y Si Mañana
  10. Polka
  11. Oaxaca
  12. Vola Farfalla
  13. Requiem Per Il Mondo

1. CADA VEZ

2014
1. 1. Buongiorno
  2. Cada Vez
  3. Acaríciame
  4. Hey!
  5. Beautiful Girl
  6. Je Ne Sais Pas
  7. Kinderlied
  8. Falar De Voce
  9. Western
  10. Alguna Vez
  11. Tango Coqueto
  12. Triciland
  13. Minha
  14. Dreamer
  15. Circum
  16. No Ya No Llores

1. TERCERA LLAMADA'’

2017
1. 1. Otro trago
  2. Matrioshka
  3. Adiós, adiós
  4. ¿Cuántos pasos?
  5. Espero
  6. Quiero acercarme a ti
  7. Din Don
  8. De puntitas
  9. Eu sou asim
  10. Huyendo
  11. Donde estás?
  12. Il padrino
  13. Vals
  14. Por nadie más

1. OJOS'’

2019
1. Te llevaré
2. Volar
3. Ojos
4. Cada vez II (Yoyo)
5. Lady
6. Yo soñé
7. Liberdade
8. El mundo de Sofía
9. Lorenzo
10. Hoy va a suceder
11. Cercandoti
12. Allez allez!
13. Ora ma gute
14. Dolor
15. Si no estás vos
16. Avanza ya

1. LA AUSENCIA'’

2023
1. La habitación
2. No volverás
3. El pasado
4. El colibrí
5. Mr. Mafia
6. La soledad
7. El corazón
8. El surf del circo
9. El camino
10. La bonita
11. La noche
12. El dolido
13. Un minut